# Musonia chocoensis
Musonia chocoensis es una especie de mantis de la familia Thespidae.

## Distribución geográfica
Se encuentra en Colombia.